# 創形美術学校
創形美術学校（そうけいびじゅつがっこう）は東京都豊島区西池袋にある専修学校。3年制の美術系専門学校である。設置者は学校法人高澤学園。

## 概要
1969年、髙澤節によって美術大学受験予備校であるすいどーばた美術学院のプロフェッショナルコースとして創設された。ファインアート科・ビジュアルデザイン科の2科を持ち、5専攻（絵画専攻、版画専攻、グラフィックデザイン専攻、イラストレーション・絵本専攻、メディアデザイン専攻）が設置されている。
学校紹介では、教員から事務職員にいたるまで、スタッフ全員がプロのクリエイターであること、一人ひとりと向き合って指導する少人数制スタイルを重視していることが指導の特徴であると謳われている。

## 沿革
- 1969年4月：すいどーばた美術学院に美術の作家育成を目的としたプロフェッショナルコース造形科(3年制)、版画科(2年制)を設置し発足。
- 1972年3月：研究科に造形課程(1年制)新設。「創形美術学校」として東京都国立市に新校舎を建築し、高澤学園設置の各種学校として認可を受ける。
- 1976年6月：専修学校制度により美術造形専門学校として認可を受ける。
- 1986年11月：パリ国際芸術都市にアトリエを開設。
- 1995年4月：造形科、版画科を統合してファインアート科とし、グラフィックデザイン科の名称をビジュアルデザイン科に改める。
- 1998年4月：創形美術学校ファインアート科と京都造形芸術大学通信教育部との併修制度が発足。
- 2000年4月：豊島区池袋に校舎移転。
- 2001年4月：創形美術学校ビジュアルデザイン科と京都造形芸術大学通信教育部情報デザインコースとの併修制度が発足。
- 2009年4月：創立40周年。
- 2013年10月：メキシコ ベラクルス大学と学術交流協定を結ぶ。
- 2014年6月：創形の理念となる「5つの個性」を明文化し、「5つの専攻」「5つの力」と合わせて「三つの5つ」を掲げる。
- 2016年4月：メディア映像専攻をアニメーション＆コミック専攻に名称変更。専攻の枠にとらわれない「先端メディア アート＆デザイン」を設立。
- 2016年10月：社会人向け版画スクール「いけぶくろ版画工房」を創形美術学校内に設立。
- 2017年4月：研究科の3つの課程を「アート研究コース」「デザインビジネスコース」「美術進学コース」に変更。  すいどーばた美術学院「海外美術留学準備コース」を創形美術学校へ業務移管。

## 設置学科&コース
- ファインアート科
  - 絵画専攻
  - 版画専攻

- ビジュアルデザイン科
  - イラストレーション・絵本専攻
  - グラフィックデザイン専攻
  - メディアデザイン専攻
- 研究科
  - 研究科・研修生（アート研究コース、デザインビジネスコース、美術進学コース）
- コース
  - 海外美術留学準備コース
  - IAS（いけぶくろATRスクール）

## パリ賞
ファインアート科、ビジュアルデザイン科及び研究科の学生を対象に、エントリーした者の中から毎年、卒業・修了制作で特に優秀な成績を収めた学生を1名選抜し、パリ国際芸術都市（シテ・デザール）に留学生として9ヶ月間、派遣する賞、パリ賞が設けられている。

## 所在地
〒171-0021 東京都豊島区西池袋3-31-2

## 関連校
- すいどーばた美術学院

設立者が同じ、姉妹校である。